# Coutures (Dordogne)
Pour les articles homonymes, voir Coutures.
Coutures est une commune française située dans le département de la Dordogne, en région Nouvelle-Aquitaine.

## Géographie

### Généralités
Dans le quart nord-ouest du département de la Dordogne, en Ribéracois, la commune de Coutures est baignée par le Meyré, un affluent de la Dronne. C'est une commune rurale qui fait partie de l'aire d'attraction de Ribérac, zonage d’étude défini par l'Insee, qui a remplacé en 2020 l'aire urbaine de Ribérac qui n'incluait pas la commune.
Traversé par la route départementale (RD) 106, le petit bourg de Coutures est situé, en distances orthodromiques, dix kilomètres au nord-nord-est de Ribérac et douze kilomètres au nord-ouest de Tocane-Saint-Apre.
Le territoire communal est également desservi au nord par la RD 1. Trois kilomètres à l'ouest, sur le territoire de Verteillac, la principale voie d'accès à la commune reste cependant la RD 708 que rejoignent les RD 1 et 106.

### Communes limitrophes
Coutures est limitrophe de quatre autres communes.
| Verteillac    |          | Bourg-des-Maisons |
|               | Coutures |                   |
| Bertric-Burée |          | Celles            |

### Géologie et relief

#### Géologie
Situé sur la plaque nord du Bassin aquitain et bordé à son extrémité nord-est par une frange du Massif central, le département de la Dordogne présente une grande diversité géologique. Les terrains sont disposés en profondeur en strates régulières, témoins d'une sédimentation sur cette ancienne plate-forme marine. Le département peut ainsi être découpé sur le plan géologique en quatre gradins différenciés selon leur âge géologique. Coutures est située dans le troisième gradin à partir du nord-est, un plateau formé de calcaires hétérogènes du Crétacé.
Les couches affleurantes sur le territoire communal sont constituées de formations superficielles du Quaternaire datant du Cénozoïque et de roches sédimentaires du Mésozoïque. La formation la plus ancienne, notée c4a-c, date du Santonien inférieur à supérieur, composée de calcaires crayeux gris glauconieux en plaquettes évoluant dans le secteur sud avec apparition de silex noirs ou bruns et de rudistes (formation de Saint-Laurent-sur-Manoire). La formation la plus récente, notée CFvs, fait partie des formations superficielles de type colluvions carbonatées de vallons secs : sable limoneux à débris calcaires et argile sableuse à débris. Le descriptif de ces couches est détaillé dans  la feuille « no 758 - Périgueux (ouest) » de la carte géologique au 1/50 000 de la France métropolitaine, et sa notice associée.

Carte géologique de Coutures.

#### Relief et paysages
Le département de la Dordogne se présente comme un vaste plateau incliné du nord-est (491 m, à la forêt de Vieillecour dans le Nontronnais, à Saint-Pierre-de-Frugie) au sud-ouest (2 m à Lamothe-Montravel). L'altitude du territoire communal varie quant à elle entre 99 m au sud, en aval du Moulin Chanlet, là ou le Meyré quitte le territoire communal et entre sur celui de Celles., et 213 m à l'est, au sud-est du lieu-dit les Malines, le long de la RD 99, en limite de la commune de Celles.
Dans le cadre de la Convention européenne du paysage entrée en vigueur en France le 1er juillet 2006, renforcée par la loi du 8 août 2016 pour la reconquête de la biodiversité, de la nature et des paysages, un atlas des paysages de la Dordogne a été élaboré sous maîtrise d’ouvrage de l’État et publié en octobre 2020. Les paysages du département s'organisent en huit unités paysagères et 14 sous-unités. La commune est dans le Ribéracois, une région naturelle possédant un relief vallonné avec des altitudes moyennes comprises autour des 130-160 m, sculpté par la Dronne et ses nombreux affluents. Les paysages sont ondulés de grandes cultures dont les vastes horizons contrastent avec les paysages plus cloisonnés de la Dordogne,.
La superficie cadastrale de la commune publiée par l'Insee, qui sert de référence dans toutes les statistiques, est de 8,53 km2,,. La superficie géographique, issue de la BD Topo, composante du Référentiel à grande échelle produit par l'IGN, est quant à elle de 8,51 km2.

### Hydrographie

#### Réseau hydrographique

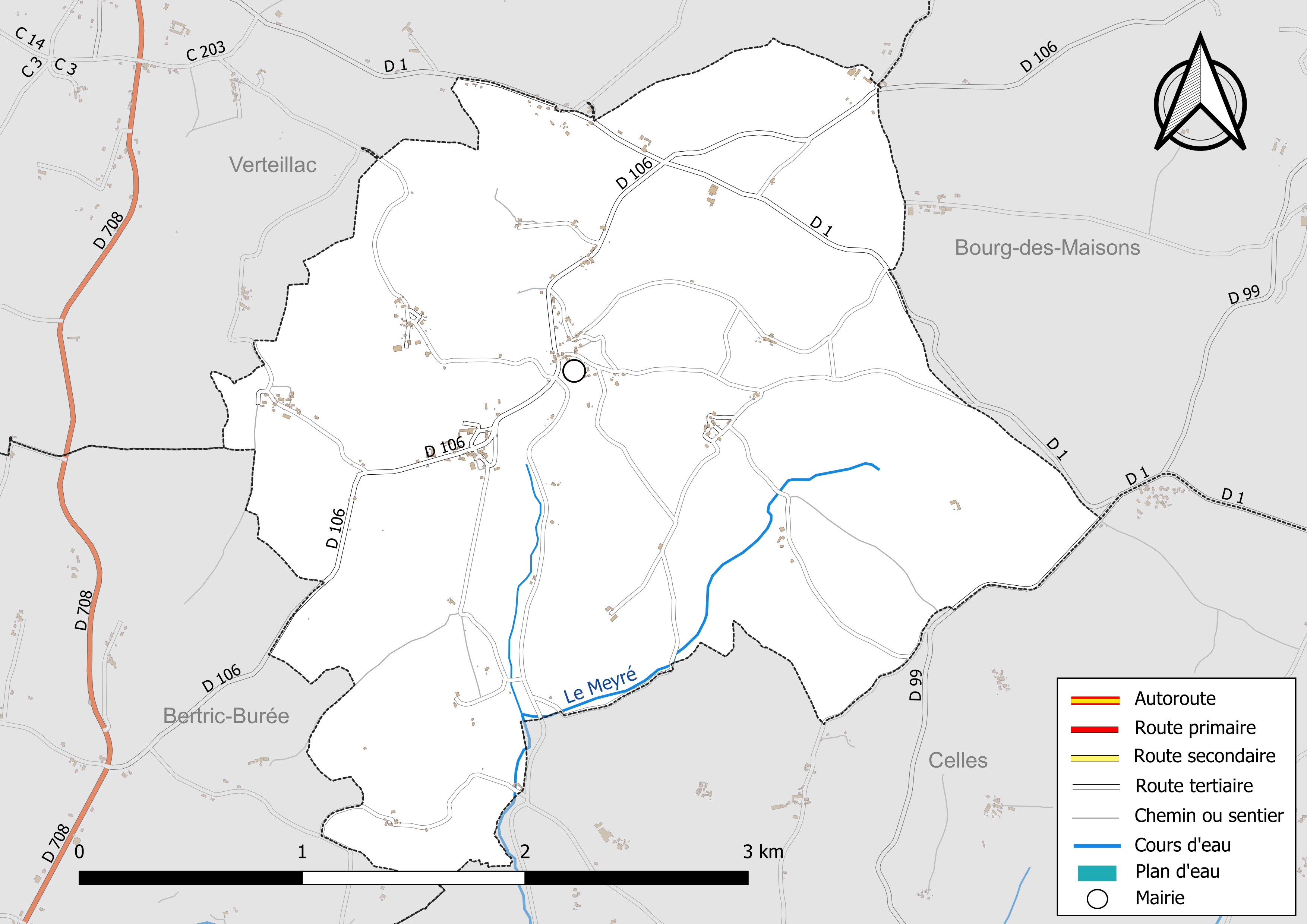
Réseaux hydrographique et routier de Coutures.

La commune est située dans le bassin de la Dordogne au sein du Bassin Adour-Garonne. Elle est drainée par le Meyré et par plusieurs petits cours d'eau, qui constituent un réseau hydrographique de 6,5 km de longueur totale,.
Le Meyré, affluent de rive droite de la Dronne, prend sa source dans l'est de la commune qu'il arrose sur trois kilomètres et lui sert de limite au sud sur 1,3 kilomètre, face à Celles.

#### Gestion et qualité des eaux
Le territoire communal est couvert par le schéma d'aménagement et de gestion des eaux (SAGE) « Isle - Dronne ». Ce document de planification, dont le territoire regroupe les bassins versants de l'Isle et de la Dronne, d'une superficie de 7 500 km2, a été approuvé le 2 août 2021. La structure porteuse de l'élaboration et de la mise en œuvre est l'établissement public territorial de bassin de la Dordogne (EPIDOR). Il définit sur son territoire les objectifs généraux d’utilisation, de mise en valeur et de protection quantitative et qualitative des ressources en eau superficielle et souterraine, en respect des objectifs de qualité définis dans le troisième SDAGE  du Bassin Adour-Garonne qui couvre la période 2022-2027, approuvé le 10 mars 2022.
La qualité des eaux de baignade et des cours d’eau peut être consultée sur un site dédié géré par les agences de l’eau et l’Agence française pour la biodiversité.

### Climat
Pour des articles plus généraux, voir Climat de la Nouvelle-Aquitaine et Climat de la Dordogne.
Historiquement, la commune est exposée à un climat océanique aquitain.  
En 2020, Météo-France publie une typologie des climats de la France métropolitaine dans laquelle la commune est exposée à un climat océanique altéré et est dans la région climatique  Aquitaine, Gascogne, caractérisée par une pluviométrie abondante au printemps, modérée en automne, un faible ensoleillement au printemps, un été chaud (19,5 °C), des vents faibles, des brouillards fréquents en automne et en hiver et des orages fréquents en été (15 à 20 jours).
Pour la période 1971-2000, la température annuelle moyenne est de 12,4 °C, avec  une amplitude thermique annuelle de 14,9 °C. Le cumul annuel moyen de précipitations est de 934 mm, avec 11,7 jours de précipitations en janvier et 7 jours en juillet. Pour la période 1991-2020, la température moyenne annuelle observée sur la station météorologique la plus proche, située sur la commune de Saint-Martial-Viveyrol à 5 km à vol d'oiseau, est de 13,3 °C et le cumul annuel moyen de précipitations est de 862,3 mm,. Pour l'avenir, les paramètres climatiques de la commune estimés pour 2050 selon différents scénarios d’émission de gaz à effet de serre sont consultables sur un site dédié publié par Météo-France en novembre 2022.

## Urbanisme

### Typologie
Au 1er janvier 2024, Coutures est catégorisée commune rurale à habitat très dispersé, selon la nouvelle grille communale de densité à 7 niveaux définie par l'Insee en 2022.
Elle est située hors unité urbaine. Par ailleurs la commune fait partie de l'aire d'attraction de Ribérac, dont elle est une commune de la couronne,. Cette aire, qui regroupe 24 communes, est catégorisée dans les aires de moins de 50 000 habitants,.

### Occupation des sols
L'occupation des sols de la commune, telle qu'elle ressort de la base de données européenne d’occupation biophysique des sols Corine Land Cover (CLC), est marquée par l'importance des territoires agricoles (83,5 % en 2018), une proportion identique à celle de 1990 (83,5 %). La répartition détaillée en 2018 est la suivante : 
terres arables (65,3 %), forêts (16,5 %), zones agricoles hétérogènes (13,9 %), prairies (4,3 %). L'évolution de l’occupation des sols de la commune et de ses infrastructures peut être observée sur les différentes représentations cartographiques du territoire : la carte de Cassini (XVIIIe siècle), la carte d'état-major (1820-1866) et les cartes ou photos aériennes de l'IGN pour la période actuelle (1950 à aujourd'hui).

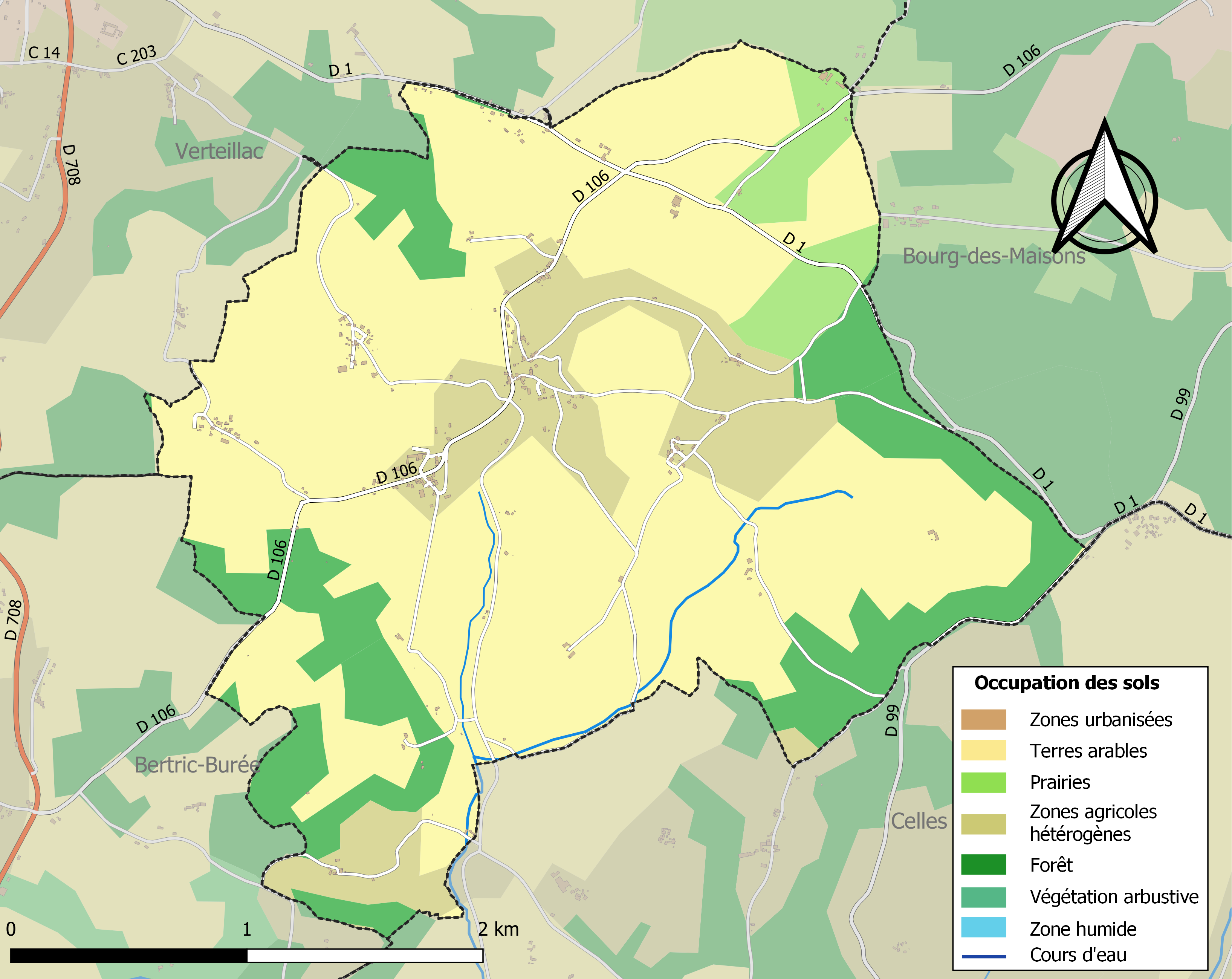
Carte des infrastructures et de l'occupation des sols de la commune en 2018 (CLC).

### Prévention des risques
Le territoire de la commune de Coutures est vulnérable à différents aléas naturels : météorologiques (tempête, orage, neige, grand froid, canicule ou sécheresse), feux de forêts, mouvements de terrains et séisme (sismicité faible). Un site publié par le BRGM permet d'évaluer simplement et rapidement les risques d'un bien localisé soit par son adresse soit par le numéro de sa parcelle.
Coutures est exposée au risque de feu de forêt. L’arrêté préfectoral du 14 mars 2013 fixe les conditions de pratique des incinérations et de brûlage dans un objectif de réduire le risque de départs d’incendie. À ce titre, des périodes sont déterminées : interdiction totale du 15 février au 15 mai et du 15 juin au 15 octobre, utilisation réglementée du 16 mai au 14 juin et du 16 octobre au 14 février. En septembre 2020, un plan inter-départemental de protection des forêts contre les incendies (PidPFCI) a été adopté pour la période 2019-2029,.

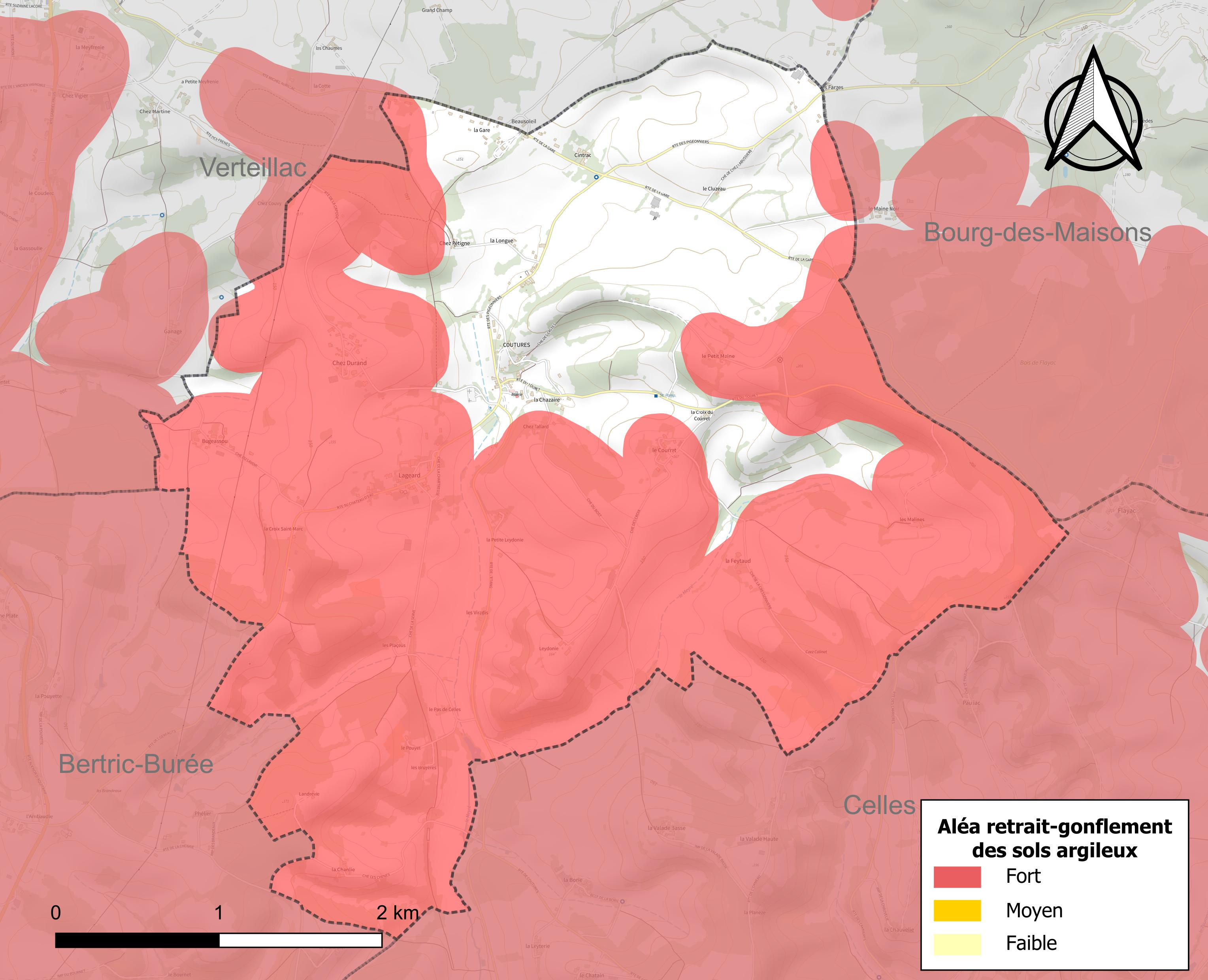
Carte des zones d'aléa retrait-gonflement des sols argileux de Coutures.

Les mouvements de terrains susceptibles de se produire sur la commune sont des tassements différentiels. Le retrait-gonflement des sols argileux est susceptible d'engendrer des dommages importants aux bâtiments en cas d’alternance de périodes de sécheresse et de pluie. 71,4 % de la superficie communale est en aléa moyen ou fort (58,6 % au niveau départemental et 48,5 % au niveau national métropolitain). Depuis le 1er octobre 2020, en application de la loi ÉLAN, différentes contraintes s'imposent aux vendeurs, maîtres d'ouvrages ou constructeurs de biens situés dans une zone classée en aléa moyen ou fort,.
La commune a été reconnue en état de catastrophe naturelle au titre des dommages causés par les inondations et coulées de boue survenues en 1982, 1983, 1986, 1988, 1999 et 2003, par la sécheresse en 1989, 1992 et 2003 et par des mouvements de terrain en 1999.

## Toponymie
Le nom du village dérive de l'ancien occitan coltura, lui-même provenant du latin cultura signifiant « terre cultivée ».
En occitan, la commune porte le nom de Coturas.

## Histoire
Une présence gallo-romaine est attestée sur le territoire communal par la découverte de plusieurs vestiges.
La première mention écrite du village remonte au milieu du XIIIe siècle sous les formes Cousturas et Coturas.
En 1445, la paroisse de Coutures dépend du comté de Bourdeilles (qui, à cette date, est rattaché au comté du Périgord), puis en 1481 elle dépend de la châtellenie de Bourdeilles.
Du Moyen Âge jusqu'à la période révolutionnaire, le village de Coutures était défendu par un château fort situé juste à côté de l'église.

## Politique et administration

### Intercommunalité
Fin 1996, Coutures intègre dès sa création la communauté de communes du Verteillacois. Celle-ci est dissoute au 31 décembre 2013 et remplacée au 1er janvier 2014 par la communauté de communes du Pays Ribéracois, renommée en 2019 communauté de communes du Périgord Ribéracois.

### Administration municipale
La population de la commune étant comprise entre 100 et 499 habitants au recensement de 2017, onze conseillers municipaux ont été élus en 2020,.

### Liste des maires
| Période                                  | Période   | Identité       | Étiquette | Qualité |
| ---------------------------------------- | --------- | -------------- | --------- | --- |
| Les données manquantes sont à compléter. |           |                |           | |
|                                          |           |                |           | |
| 1982                                     | mars 2001 | Albert Soulier |           | |
| mars 2001 (réélu en mai 2020)            | En cours  | Didier Bazinet | PS        | Agriculteur Conseiller général du canton de Verteillac (2004-2015) Président de la CC du Périgord Ribéracois (depuis 2014) Conseiller départemental du canton de Ribérac (depuis 2015) |

### Jumelages

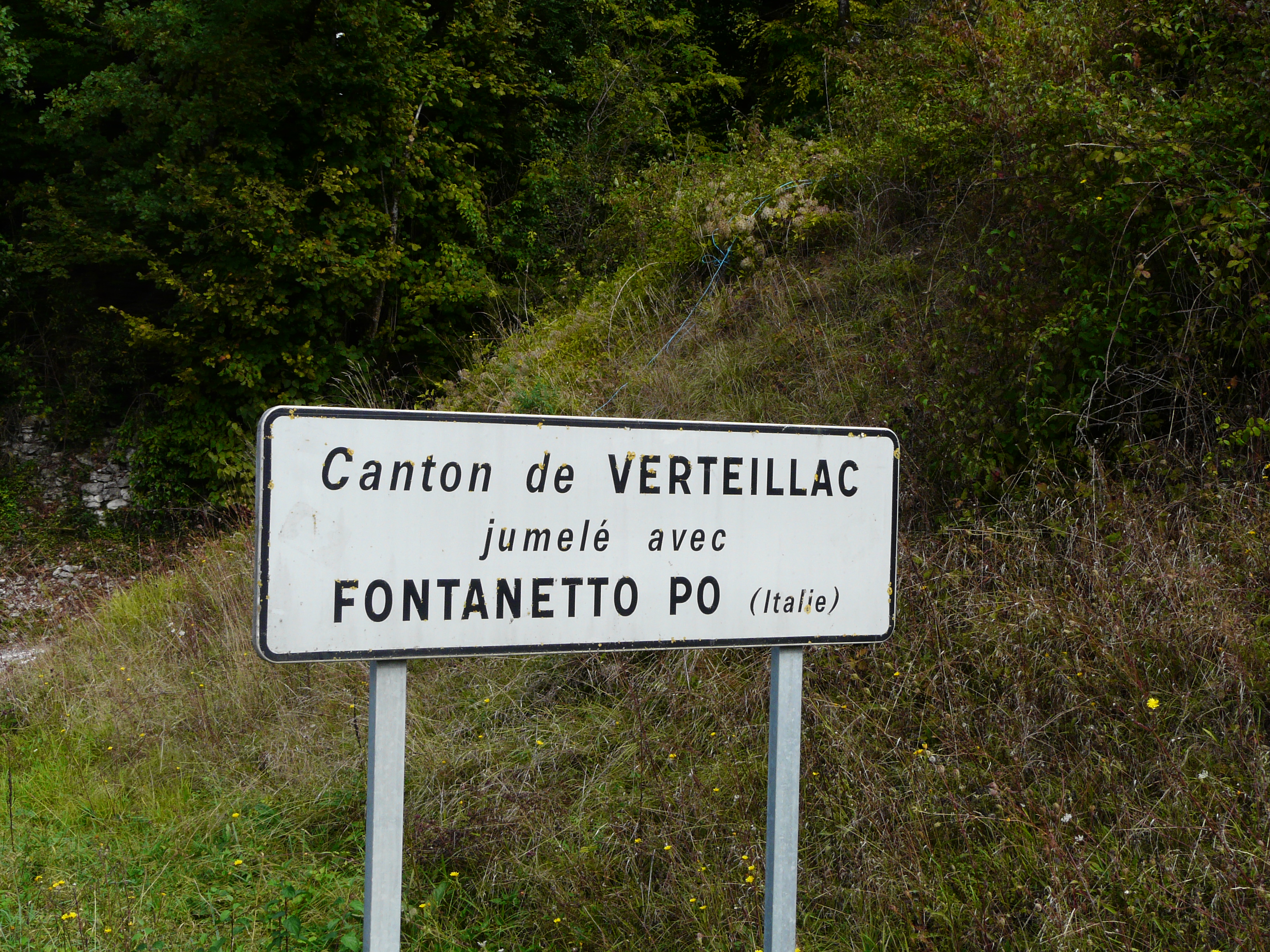
Panneau de jumelage du canton avec Fontanetto Po.

L'ensemble des communes de l'ancien canton de Verteillac, dont faisait partie Coutures, est jumelé avec la commune italienne de Fontanetto Po depuis 1988.

## Équipements et services publics

### Justice
Dans le domaine judiciaire, Coutures relève : 
- du tribunal judiciaire, du tribunal pour enfants, du conseil de prud'hommes et du tribunal de commerce de Périgueux ;
- du pôle Nationalité du tribunal judiciaire de Périgueux (compétent uniquement dans le domaine de la nationalité) ;
- de la cour d'appel, du tribunal administratif et de la  cour administrative d'appel de Bordeaux.

## Population et société

### Démographie
L'évolution du nombre d'habitants est connue à travers les recensements de la population effectués dans la commune depuis 1793. Pour les communes de moins de 10 000 habitants, une enquête de recensement portant sur toute la population est réalisée tous les cinq ans, les populations de référence des années intermédiaires étant quant à elles estimées par interpolation ou extrapolation. Pour la commune, le premier recensement exhaustif entrant dans le cadre du nouveau dispositif a été réalisé en 2006.

En 2022, la commune comptait 198 habitants, en évolution de +5,88 % par rapport à 2016 (Dordogne : +0,37 %, France hors Mayotte : +2,11 %).
| 1793 | 1800 | 1806 | 1821 | 1831 | 1836 | 1841 | 1846 | 1851 |
| ---- | ---- | ---- | ---- | ---- | ---- | ---- | ---- | ---- |
| 483  | 463  | 469  | 522  | 542  | 532  | 508  | 512  | 544  |

| 1856 | 1861 | 1866 | 1872 | 1876 | 1881 | 1886 | 1891 | 1896 |
| ---- | ---- | ---- | ---- | ---- | ---- | ---- | ---- | ---- |
| 549  | 522  | 513  | 462  | 478  | 482  | 552  | 433  | 415  |

| 1901 | 1906 | 1911 | 1921 | 1926 | 1931 | 1936 | 1946 | 1954 |
| ---- | ---- | ---- | ---- | ---- | ---- | ---- | ---- | ---- |
| 402  | 401  | 411  | 292  | 301  | 323  | 280  | 281  | 246  |

| 1962 | 1968 | 1975 | 1982 | 1990 | 1999 | 2006 | 2011 | 2016 |
| ---- | ---- | ---- | ---- | ---- | ---- | ---- | ---- | ---- |
| 218  | 194  | 153  | 159  | 175  | 174  | 191  | 191  | 187  |

| 2021 | 2022 | - | - | - | - | - | - | - |
| ---- | ---- | - | - | - | - | - | - | - |
| 193  | 198  | - | - | - | - | - | - | - |

## Économie

### Emploi
En 2015, parmi la population communale comprise entre 15 et 64 ans, les actifs représentent 88 personnes, soit 46,6 % de la population municipale. Le nombre de chômeurs (onze) a augmenté par rapport à 2010 (quatre) et le taux de chômage de cette population active s'établit à 12,6 %.

### Établissements
Au 31 décembre 2015, la commune compte vingt-trois établissements, dont dix dans l'agriculture, la sylviculture ou la pêche, neuf au niveau des commerces, transports ou services, deux dans la construction, un relatif au secteur administratif, et un dans l'industrie.

## Culture locale et patrimoine

### Lieux et monuments
- Église Saint-Saturnin, romane modifiée au XVIIIe siècle, inscrite au titre des monuments historiques en 1947[56],[57].
- Chartreuse de Lageard[58]
- Pigeonnier circulaire du XVIIIe siècle au lieu-dit la Longue[59].

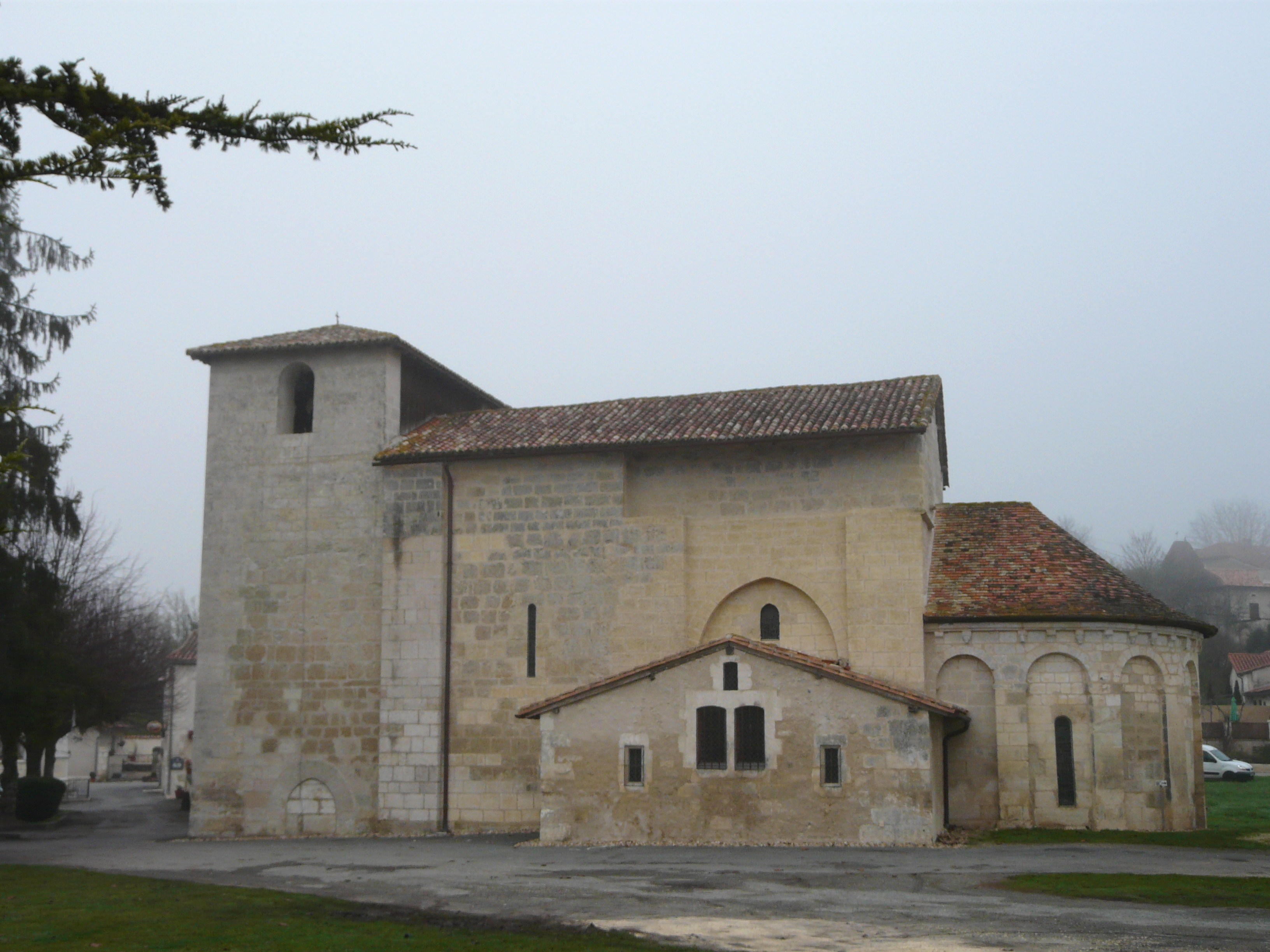
L'église Saint-Saturnin.
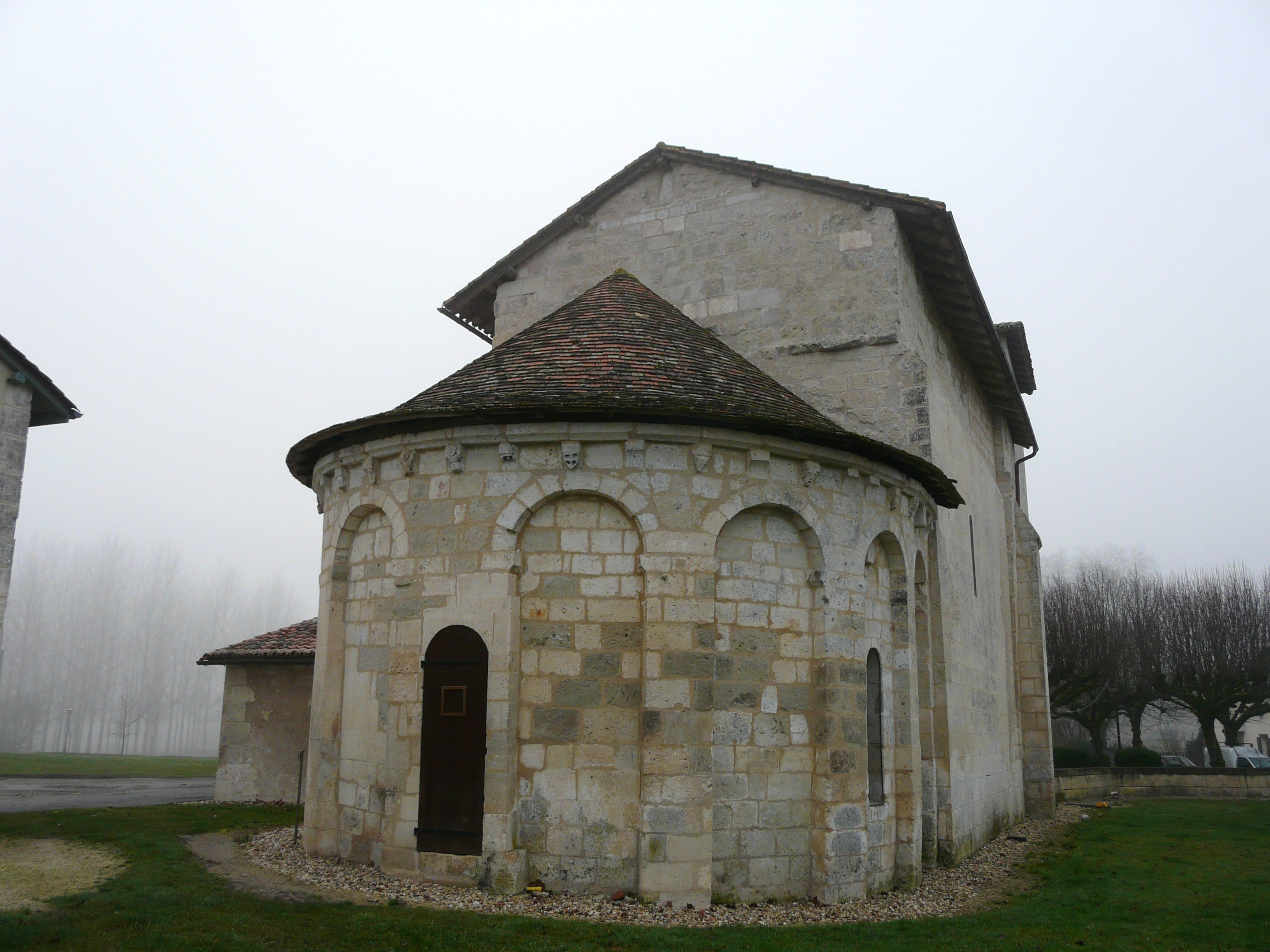
Le chevet de l'église.
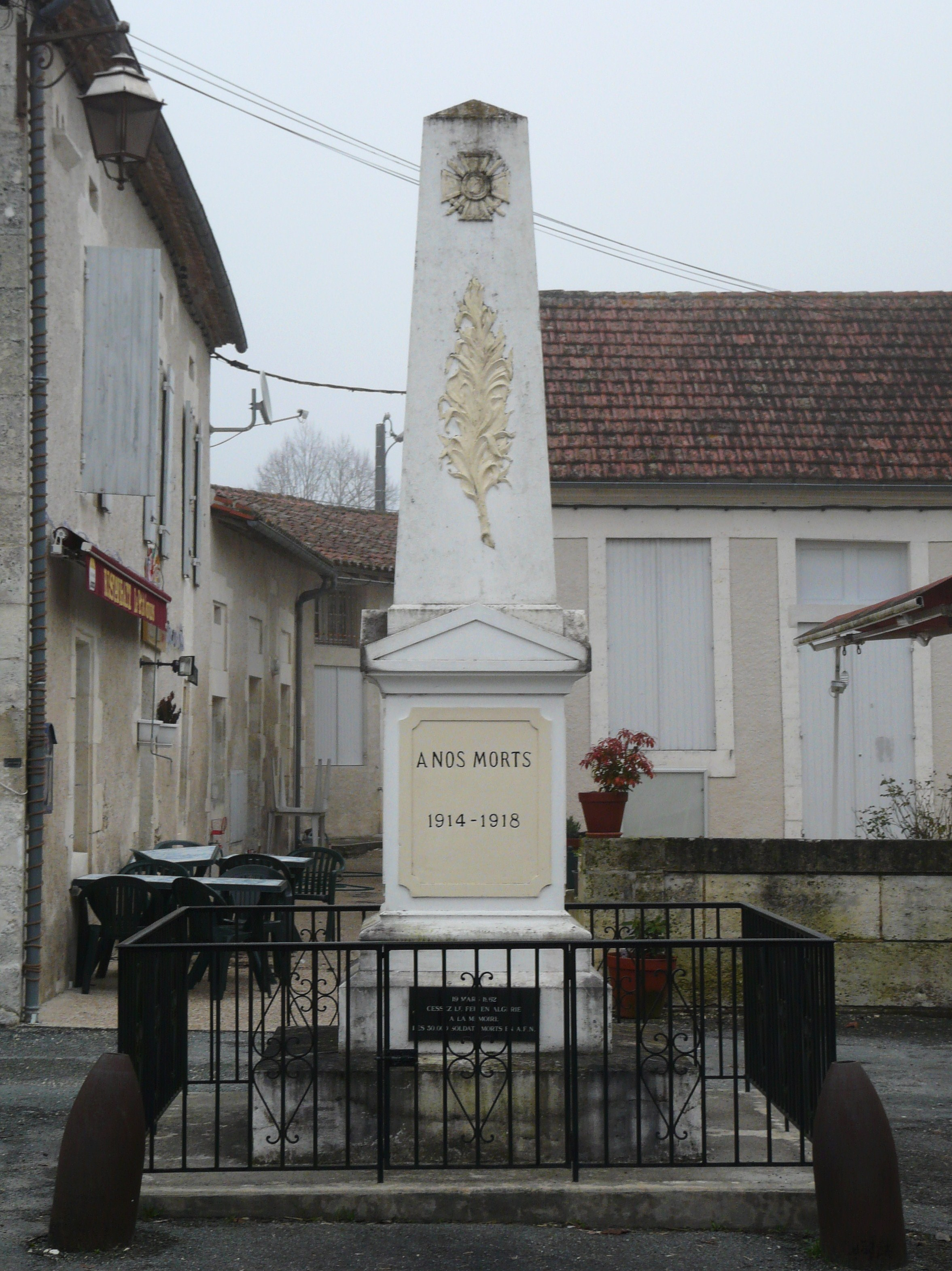
Le monument aux morts.

### Héraldique
| Blason de Coutures | Blason  | De gueules à trois canettes de tisserand d’argent posées en pal ; au chef d’or chargé d’un taureau bondissant de gueules. |
| Blason de Coutures | Détails | Le statut officiel du blason reste à déterminer.                                                                          |

## Pour approfondir